# Halos & Horns
Halos & Horns är ett studioalbum av Dolly Parton, släppt i maj 2002. 

## Bakgrund
Hennes tredje album för skivbolaget Sugar Hill var en fortsättning på Dolly Partons experimenterade med folkmusik och bluegrassmusik som börjades med The Grass Is Blue 1999 och Little Sparrow 2001. Av albumspåren fanns bland annat en folkmusikinspirerad cover på Led Zeppelin-låten "Stairway to Heaven". "Hello God" var influerad av 11 september-attackerna 2001, medan "Shattered Image" och "What a Heartache" var nyinspelningar av sånger som Dolly Parton spelat in tidigare. Den senare låg på hennes album All I Can Do 1976, och den tidigare fanns som soundtrack till filmen Rhinestone. Den låg senare även på albumet Eagle When She Flies.
Albumet nominerades till tre Grammypriser, 2002 för bästa countryalbum och bästa kvinnliga sånginsats inom country för "Dagger Through the Heart." 2003 nominerades den för bästa kvinnliga sånginsats inom country "I'm Gone."
"Dagger Through the Heart" och "I'm Gone" släpptes båda som singlar, och musikvideor gjordes till.
För att marknadsföra albumet for Dolly Parton ut på sin första turné på tio år. Den hette Halos & Horns Tour, sålde slut, och genomfördes i USA och Storbritannien. 
Omslagsfotografiet togs av fotografen Annie Leibovitz.

## Låtlista
1. Halos and Horns (Dolly Parton)
2. Sugar Hill (Dolly Parton)
3. Not For Me (Dolly Parton)
4. Hello God (Dolly Parton)
5. If (David Gates)
6. Shattered Image (Dolly Parton)
7. These Old Bones (Dolly Parton)
8. What A Heartache (Dolly Parton)
9. I'm Gone (Dolly Parton)
10. Raven Dove (Dolly Parton)
11. Dagger Through the Heart (Dolly Parton)
12. If Only (Dolly Parton)
13. John Daniel (Dolly Parton)
14. Stairway to Heaven (Robert Plant, Jimmy Page)

## Listplaceringar
| Lista (2002)          | Topplacering  |
| --------------------- | ------------- |
| Billboard 200 (USA)   | 58            |
| US Top Country Albums | 4             |
| UK Top Country Albums | 1 (10 veckor) |